# サロメ (小惑星)
サロメ (562 Salome) は小惑星帯の小惑星である。マックス・ヴォルフによってハイデルベルクのケーニッヒシュトゥール天文台で発見された。
オスカー・ワイルドの戯曲『サロメ』を原作としたリヒャルト・シュトラウスのオペラ『サロメ』に登場する、ヘロデ大王の娘サロメに因んで命名された。